# Atelier Berthier-Bessac
Pour les articles homonymes, voir Berthier et Bessac (homonymie).
L'atelier Berthier-Bessac est un atelier de fabrique de vitraux construit en 1892 par Jean-Augustin Bessac à Grenoble dans le département de l'Isère. Situé 10 rue Émile-Gueymard, en face de la gare, il est labellisé Patrimoine en Isère depuis 2011. Racheté par Christophe Berthier en 1997, il est toujours en activité.

## Histoire

### Fondation
La fabrique de vitraux Bessac a été fondée en 1860 à Pont-d'Ain par l'abbé Pron et Antoine Bessac. Ce dernier, né à Lyon en 1824, avait appris son métier à Saint-Galmier, chez le maître-verrier Alexandre Mauvernay. À la mort d'Antoine Bessac en 1873, son fils aîné Benoit, âgé de 23 ans, reprend l'atelier. Après la disparition prématurée de Benoit, en 1882, Jean-Augustin, son frère (1858-1917), lui succède.

### Installation à Grenoble

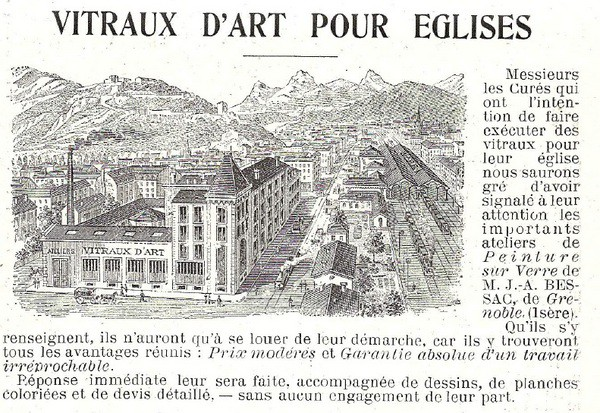
Encart promotionnel dans la Revue des Arts des Ateliers Bessac (1914).

Alors qu'un troisième fils d'Antoine Bessac, Pierre, s'installe à Paris, Jean-Augustin quitte Pont-d'Ain pour Grenoble en 1892. Il fait construire un immeuble, à la fois domicile et ateliers, en face de la gare du PLM, dans un nouveau quartier encore très peu urbanisé. Pour se faire connaître, il édite une petite revue, la Revue des Arts des Ateliers Bessac, envoyée gratuitement aux paroisses françaises.
Son plus jeune fils, Antoine-Eugène (né en 1898), prend sa succession en 1917 et élargit son rayon d'action en proposant aussi ses services aux œuvres missionnaires du monde entier. L'atelier, qui a compté jusqu'à seize compagnons, a ainsi créé des vitraux pour de très nombreux monuments religieux en France, en Europe et sur les autres continents : environ 3 000 édifices religieux en France possèdent des vitraux issus de l'atelier Bessac de Grenoble et environ autant à l'étranger.
Christophe Berthier, maître-verrier à Grenoble depuis 1981, a racheté les ateliers Bessac en 1997 et s'y est installé en 1998. Il travaille avec trois personnes, deux compagnons expérimentés et une compagnonne.

## L'atelier

### Le bâtiment
L'immeuble de quatre niveaux, au 50 rue Émile-Gueymard, est construit en pierre factice de ciment prompt moulé et prolongé à l'est par un bâtiment de plain-pied. Il possède une tour d'angle carrée, à l'angle des rues de l'Isère et Émile-Gueymard ; couverte d'un toit en pavillon souligné par de faux mâchicoulis elle est éclairée par une grande verrière longiligne (côté ouest).
La pièce au rez-de-chaussée de la tour, qui servait à tester la qualité de luminosité des vitraux à divers moments du jour, est haute de deux niveaux et richement décorée. Elle a été restaurée en 1999. Sur les murs sont peints des semis de fleurs de lys, avec des rinceaux en frises et des draperies en soubassement. Le plafond peint en trompe-l'œil représente un ciel étoilé avec le soleil au centre, encadré de quatre tableaux d'angle rappelant les compétences nécessaires aux maîtres verriers (architecture, sculpture, peinture et gravure).
Les quatre larges verrières des deux salles de plain-pied où sont créés et restaurés les vitraux donnent au nord, rue de l'Isère.

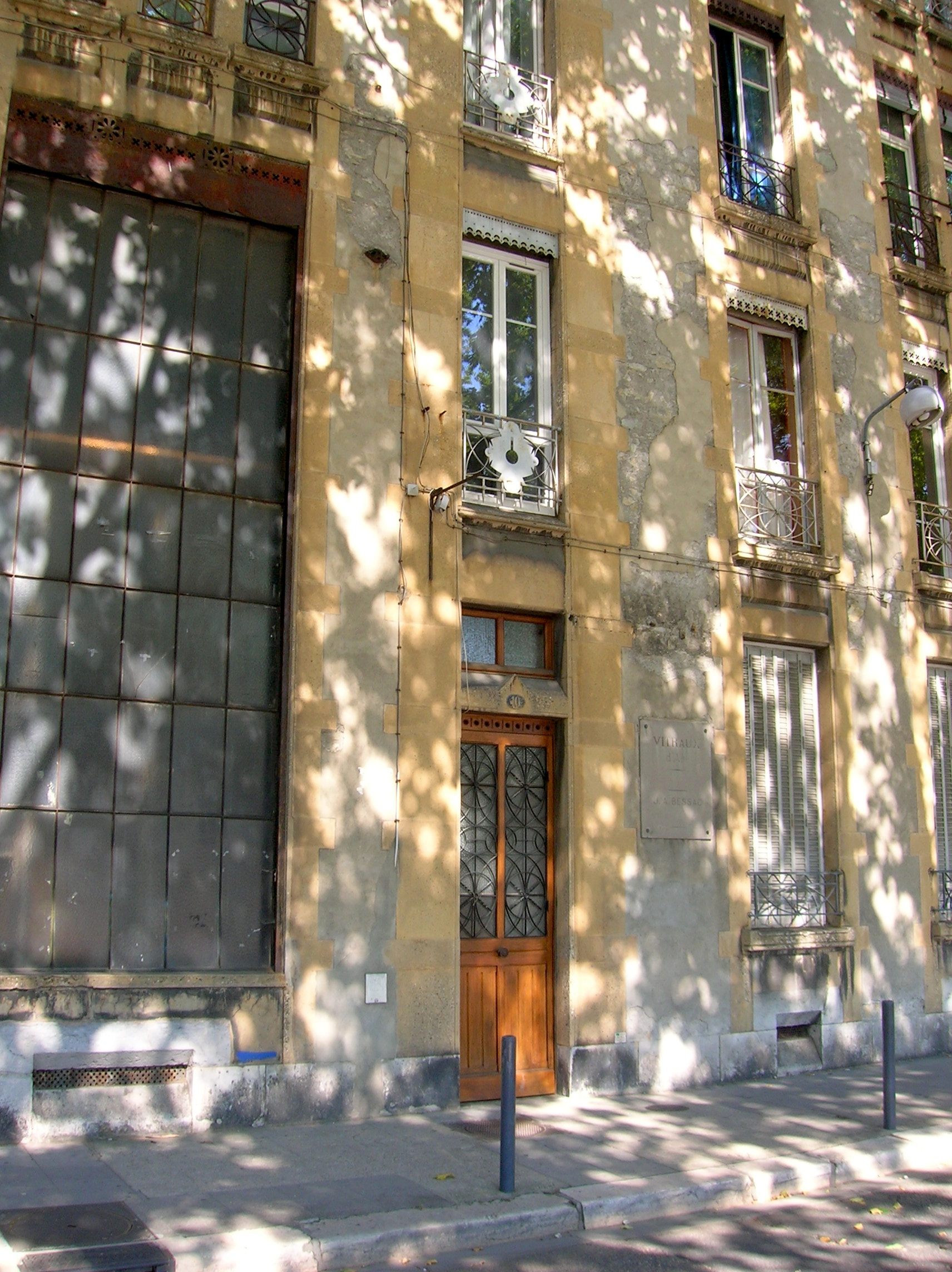
Entrée et verrière ouest de la tour d'angle
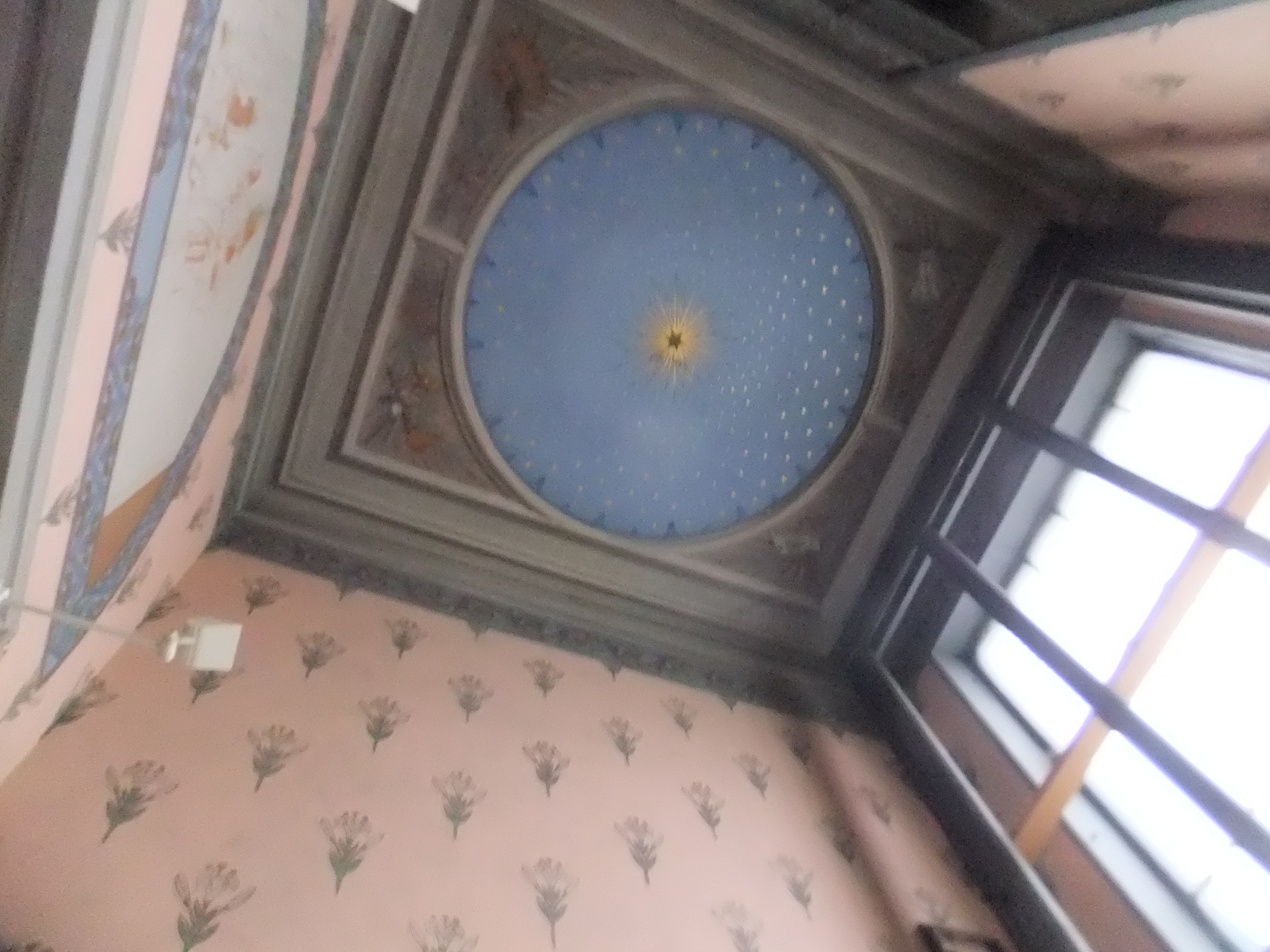
Plafond en trompe-l'œil et peintures murales de la salle de la tour
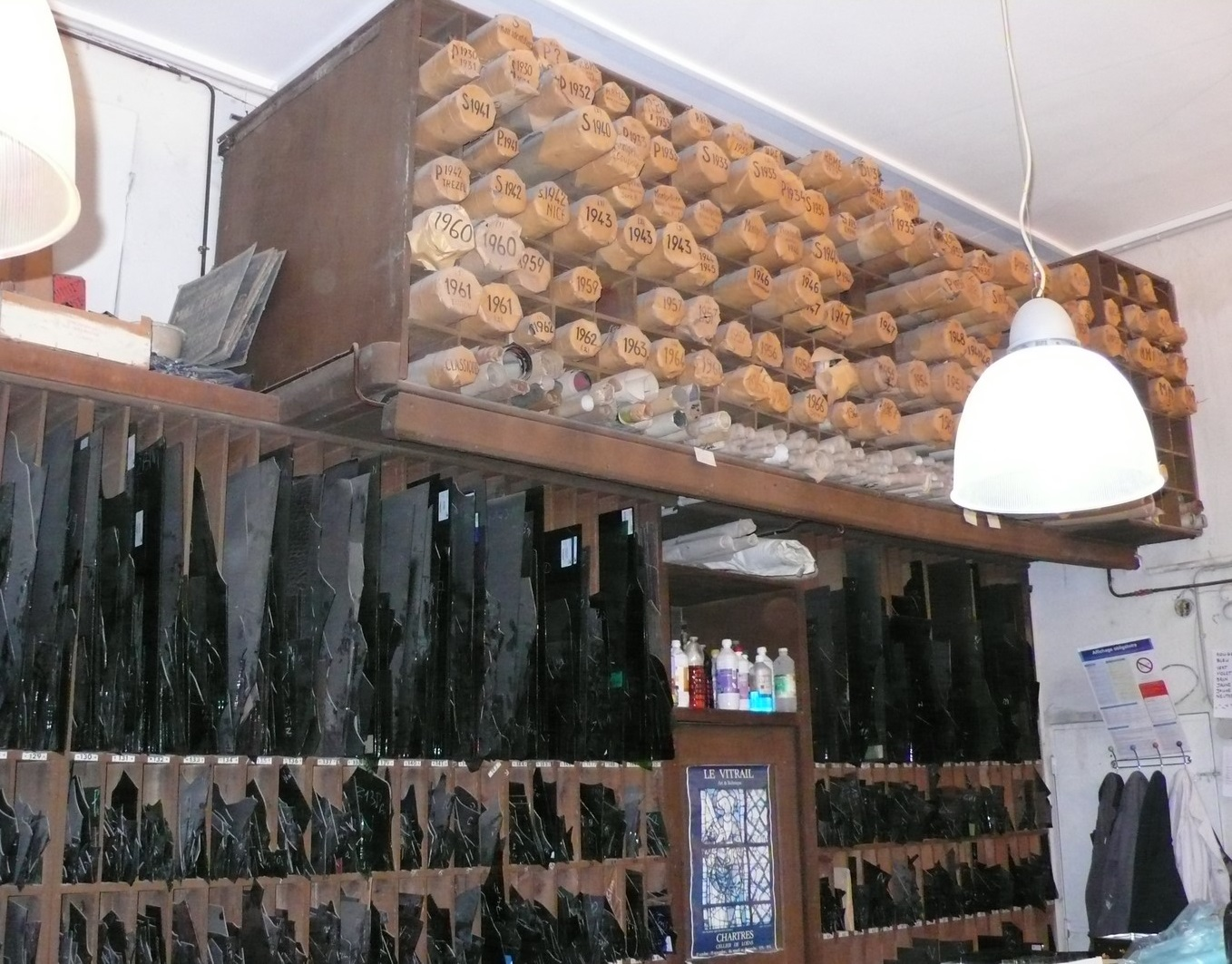
La mémoire de l'atelier : verres colorés et cartons originaux
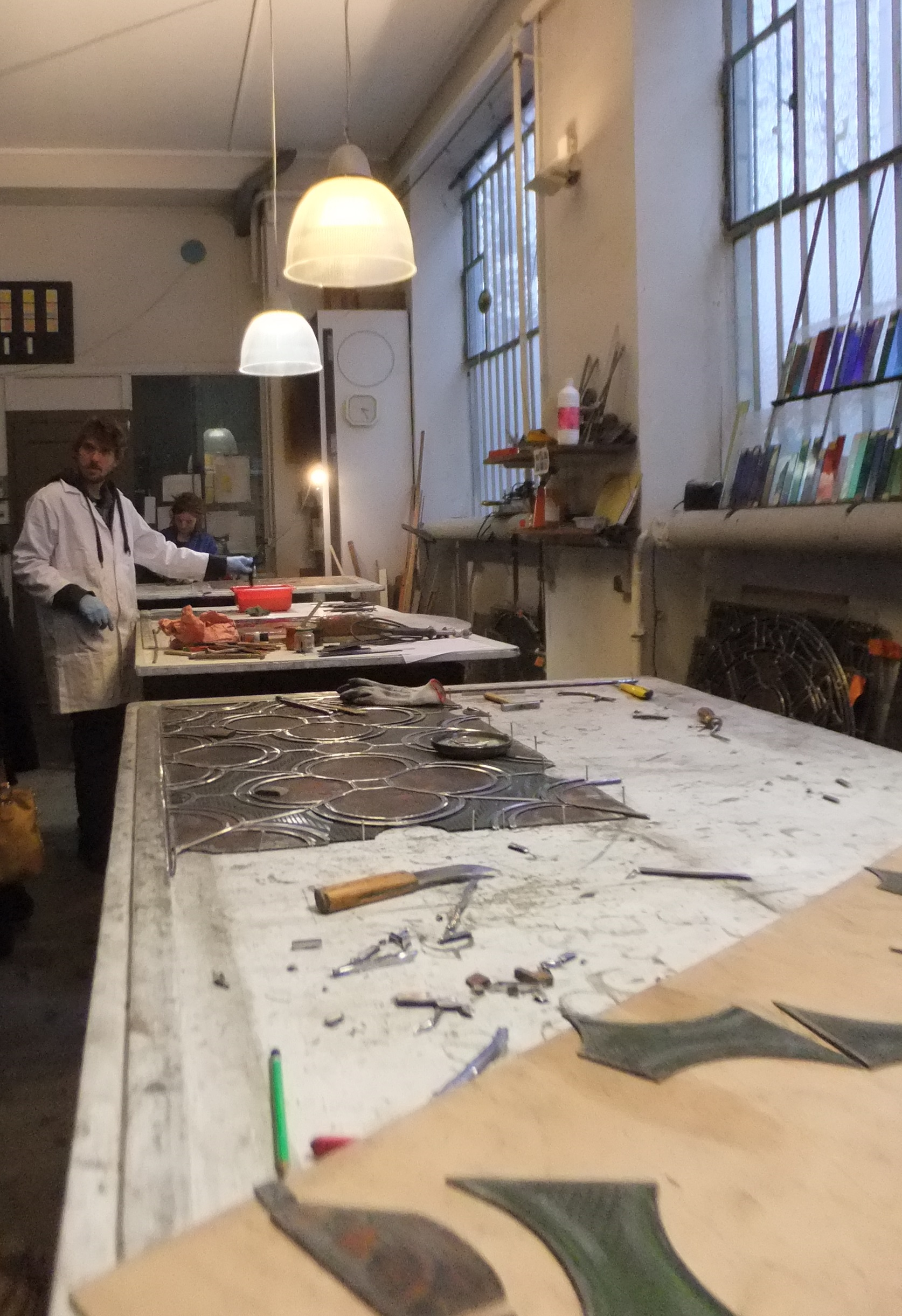
Travaux de restauration

### L'activité
L'atelier actuel conserve les archives et les cartons originaux des vitraux créés par Antoine-Eugène Berthier depuis 1930. Il possède un stock de verres spéciaux d'environ 1 500 nuances et plusieurs fours, nécessaires à la vitrification des colorants, en particulier des grisailles.
Il se charge de la conservation et de la restauration de vitraux anciens, essentiellement dans la région : basilique Notre-Dame de Fourvière à Lyon en 1998-2000, mairie de Corenc et église de Marnans en 2007, basilique de la Visitation d'Annecy en 2009.
Christophe Berthier crée aussi des vitraux pour des bâtiments publics (préau de l'école de Poisat en 1996, école Gabriel-Péri de Saint-Martin-d'Hères en 2002…), pour des édifices religieux (église Saint-Hugues de Pontcharra, église de Réauville en 2006, église de Revel en 2008, église de Saint-Pierre-d'Allevard en 2014…), pour des résidences privées (siège des éditions Glénat en 2009), utilisant un vaste éventail de techniques et de matériaux pour « peindre avec la lumière ».
Il est chargé de créer les vingt-quatre vitraux dessinés par Arcabas pour la basilique du Sacré-Cœur de Grenoble en 2015.